# John Warren
John Norman Warren (Sydney, 17 de maio de 1943 – Sydney, 6 de novembro de 2004) foi um ex-futebolista, técnico, administrador, escritor e promotor do futebol na Austrália. Como jogador, atuava de meio-campo. Ele foi membro do Salão da Fama da Federação Australiana de Futebol.

## Carreira
Warren competiu na Copa do Mundo FIFA de 1974, sediada na Alemanha, na qual a seleção de seu país terminou na décima quarta colocação dentre os 16 participantes.